# Zenon Kiembrowski

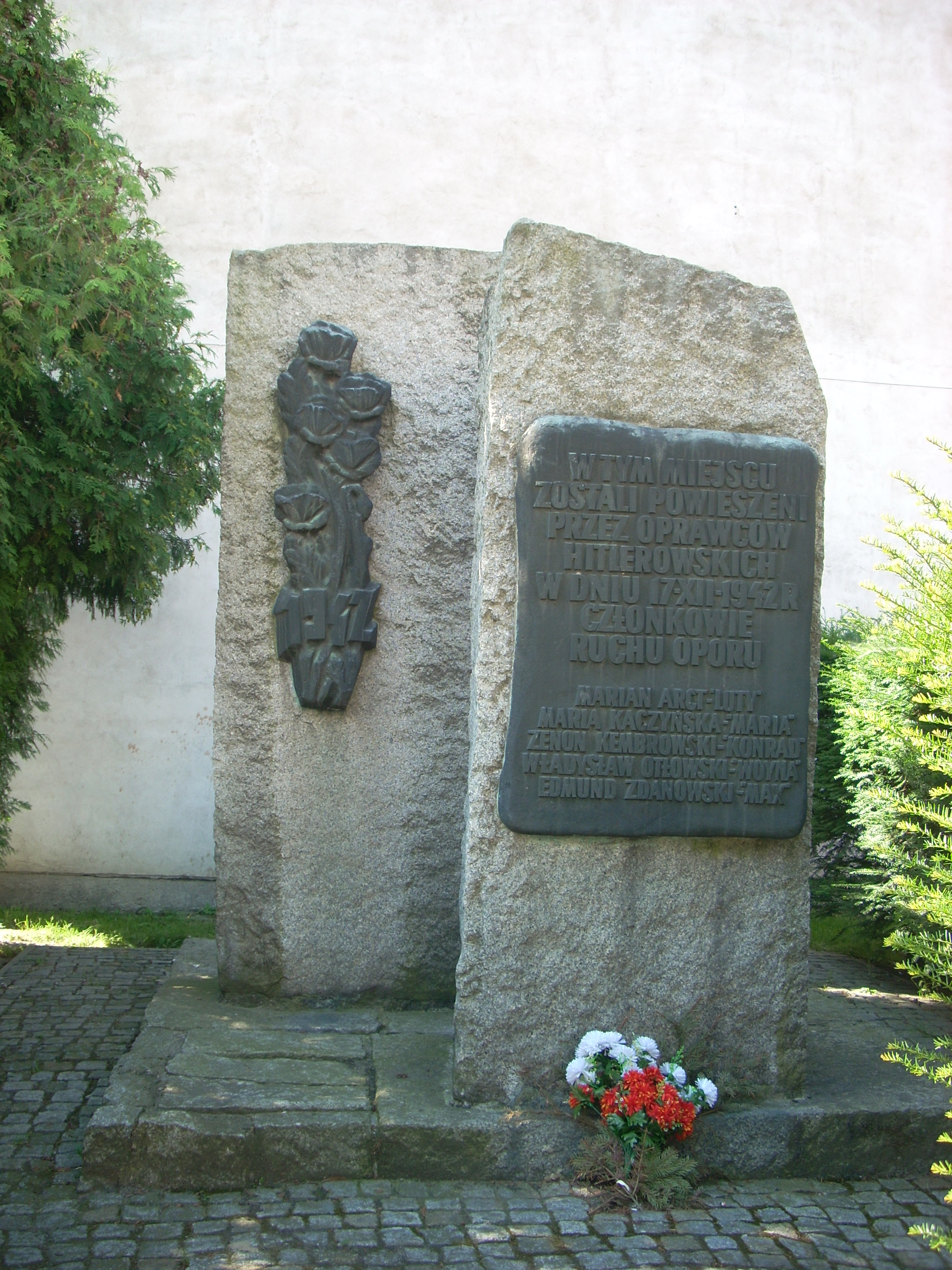
Pomnik upamiętniający powieszonych na rynku w Przasnyszu

Zenon Kiembrowski (Kembrowski), ps. „Konrad”, „Okrzeja” (ur. 11 lutego 1909 w Przasnyszu, zm. 17 grudnia 1942 tamże) – podporucznik rezerwy saperów Wojska Polskiego, pracownik starostwa w Przasnyszu, komendant powiatowy Związku Walki Zbrojnej w Przasnyszu.

## Życiorys
Pochodził z rodziny rzemieślniczej. Był synem Feliksa i Władysławy Kiembrowskich. Ukończył 6 klas Gimnazjum w Przasnyszu, po czym wstąpił do Korpusu Kadetów w Warszawie. Ukończył go z wyróżnieniem (1929-1934). W latach 1935–1936 pełnił służbę w Szkole Podchorążych Rezerwy Saperów. Służbę zakończył w stopniu sierżanta podchorążego. W 1938 roku pracował w magistracie w dziale opieki społecznej, a w 1939 roku w wydziale wojskowym Starostwa Powiatowego w Przasnyszu.
W grudniu 1940 roku został zaprzysiężony przez podpułkownika Tadeusza Tabaczyńskiego jako komendant powiatowy ZWZ w Przasnyszu. Na terenie miasta prowadził akcję „N”, kolportując do miejscowych koszar ulotki w języku polskim i niemieckim. 5 maja 1942 roku został aresztowany i przewieziony do więzienia Gestapo w Płocku. Następnie został przewiedziony do Działdowa. Powieszony 17 grudnia 1942 w Przasnyszu. Razem z nim zginęli: Marian Arct „Luty”, Maria Kaczyńska, Władysław Otłowski „Woyna”, Edmund Zdanowski „Maks”.
Zenon Kiembrowski był żonaty, miał dwie córki. Spoczywa w zbiorowym grobie na cmentarzu parafialnym w Przasnyszu. 9 maja 1972 w miejscu straceń na przasnyskim rynku odsłonięto granitowy pomnik z tablicą upamiętniającą 5 powieszonych członków sztabu ZWZ-AK.